# Wasserturm Mechelen-Zuid
Der Wasserturm Mechelen-Zuid ist ein 1979 fertiggestellter Stahlbetonturm in der belgischen Stadt Mechelen, der sowohl als Wasser-, als auch als Sendeturm dient. Die 143 Meter hohe Betonkonstruktion verfügt über zwei Turmkörbe. Im oberen befindet sich die Sendeanlage, im unteren ein 
Wasserreservoir mit 2500 Kubikmeter Volumen.

## Frequenzen und Programme

### Analoger Hörfunk (UKW)
| Frequenz (MHz) | Programm   | Regionalisierung | ERP (kW) | Antennendiagramm rund (ND)/gerichtet (D) | Polarisation horizontal (H)/vertikal (V) |
| -------------- | ---------- | ---------------- | -------- | ---------------------------------------- | ---------------------------------------- |
| 96,7           | Joe FM     | Flandern         | 2        | D                                        | V                                        |
| 104,8          | TOPradio   | Flandern         | 0,32     | D                                        | V                                        |
| 105,9          | NRJ België | Flandern         | 0,1      | D                                        | V                                        |